# Telemark
|  | Aquest article tracta sobre el comtat de Noruega. Si cerqueu la tècnica d'esquí, vegeu «Telemarc». |

Telemark ( ? i  escolteu-ne la pronunciació en noruec) és un comtat de Noruega, fronterer amb els de Vestfold, Buskerud, Hordaland, Rogaland i Aust-Agder. La seu administrativa del comtat és a la ciutat de Skien. Fins al 1919 el comtat va ser anomenat Bratsberg amt. L'escut d'armes del comtat és del 1970, i mostra un vell tipus de destral de guerra, significativa per al comtat.
El comtat es troba al sud-est de Noruega, i s'estén des de Hardangervidda a la costa de Skagerrak. La línia de costa s'estén des del Langesundsfjorden al Gjernestangen a la frontera amb Aust-Agder. Telemark té un paisatge molt trencat i heterogeni, amb molts pujols i valls.
Els centres de població més importants són Skien, Porsgrunn, Notodden, Rjukan i Kragerø. Altres llocs importants són Bø, Seljord, Fyresdal i Vinje. La seva població total és de 172.494 habitants (2016).
La pel·lícula Els herois de Telemark es basa en la batalla de l'aigua pesant, una incursió en una planta d'aigua pesant a Rjukan durant la Segona Guerra Mundial.

## Etimologia
La forma nòrdica del nom era Þelamǫrk. El primer element és el cas genitiu plural de þelir, el nom d'una antiga tribu germànica. L'últim element és mǫrk "arbrat, zona fronterera, marca". (Vegeu també Dinamarca, Hedmark i Finnmark).
Fins al 1919, el comtat va ser anomenat Bratsberg amt. El nom de l'amt prové de la granja Bratsberg (en nòrdic antic: Brattsberg), ja que aquesta va ser la seu de l'Amtmann ('governador'). El primer element és el cas genitiu de brattr "muntanya escarpada", i l'últim element és berg "muntanya". (El nom es refereix a una escarpada muntanya darrere de la granja.)
Telemark duu el nom d'una modalitat d'esquí; el telemarc, un estil inventat per Sondre Nordheim.

## Municipis

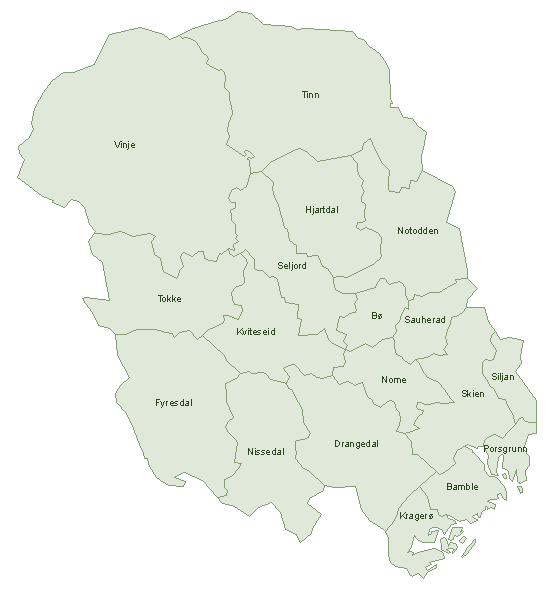
Municipis de Telemark.

El comtat es divideix convencionalment en districtes tradicionals. Els districtes de Telemark són Grenland, Vest-Telemark i Aust-Telemark.
Oficialment el comtat es divideix en els 18 municipis següents: 
| Rang  | Nom       | Habitants | Àrea km² | Districte     |
| ----- | --------- | --------- | -------- | ------------- |
| 1     | Skien     | 63.962    | 722      | Grenland      |
| 2     | Porsgrunn | 35.177    | 161      | Grenland      |
| 3     | Bamble    | 14.107    | 282      | Grenland      |
| 4     | Notodden  | 12.390    | 856      | Aust-Telemark |
| 5     | Kragerø   | 10.620    | 289      | Grenland      |
| 6     | Nome      | 6.527     | 389      | Aust-Telemark |
| 7     | Tinn      | 6.022     | 1.858    | Vest-Telemark |
| 8     | Bø        | 5.595     | 260      | Aust-Telemark |
| 9     | Sauherad  | 4.666     | 292      | Aust-Telemark |
| 10    | Drangedal | 4.159     | 998      | Grenland      |
| 11    | Vinje     | 3.641     | 2.740    | Vest-Telemark |
| 12    | Seljord   | 2.966     | 672      | Vest-Telemark |
| 13    | Kviteseid | 2.522     | 626      | Vest-Telemark |
| 14    | Siljan    | 2.412     | 203      | Grenland      |
| 15    | Tokke     | 2.337     | 907      | Vest-Telemark |
| 16    | Hjartdal  | 1.587     | 741      | Aust-Telemark |
| 17    | Nissedal  | 1.404     | 789      | Vest-Telemark |
| 18    | Fyresdal  | 1.381     | 1.110    | Vest-Telemark |
| Total | Telemark  | 168.231   | 13.173   |               |

## Fills il·lustres
- Henrik Ibsen (1828–1906) escriptor nascut a Skien
- Theodor Kittelsen (1857–1914) artista nascut a Kragerø
- Vidkun Quisling (1887–1945) polític considerat un traïdor nacional per la seva col·laboració amb el govern nazi després de l'ocupació alemanya de Noruega i Dinamarca durant la Segona Guerra Mundial. Durant la guerra va ocupar el càrrec de primer ministre i quan aquesta finalitzà fou afusellat per alta traïció.[2]
- Frode Johnsen (1974-) futbolista nascut a Skien